# No Way Back (Norther)
No Way Back è il secondo EP della band melodic death metal Norther. È stato distribuito solo in Finlandia e Giappone durante il tour del 2007 della band.

La versione giapponese contiene le tracce bonus Frozen Angel (Live) e No Way Back (Live).

## Tracce
1. Frozen Angel
2. C.U.S.
3. No Way Back
4. Reach Out
5. Close Your Eyes

## Formazione
- Petri Lindroos - voce death, chitarra
- Kristian Ranta - chitarra, voce
- Jukka Koskinen - basso
- Tuomas Planman - tastiere
- Heikki Saari - batteria